# Мужская сборная Хорватии по баскетболу
Сборная Хорватии по баскетболу — национальная баскетбольная команда, представляющая Хорватию на международной баскетбольной арене.

## Статистика выступлений

### Чемпионаты мира
- 1994 —  3-е место
- 2010 — 14-е место.
- 2014 — 10-е место.

### Евробаскет
- 1993 —  3-е место
- 1995 —  3-е место
- 1997 — 11-е место
- 1999 — 11-е место
- 2001 — 7-е место
- 2003 — 11-е место
- 2005 — 7-е место
- 2007 — 6-е место
- 2009 — 6-е место
- 2011 — 13-е место
- 2013 — 4-е место
- 2015 — 9-е место
- 2017 — 10-е место
- 2022 — 12-е место

### Олимпийские игры
- 1992:  2-е место.
- 1996: 7-е место.
- 2008: 6-е место.
- 2016: 5-е место.

### Средиземноморские игры
- 1993 -  2-е место
- 2009 -  1-е место

### Кубок континентальных чемпионов Станковича ФИБА
- 2018 -  1-е место
- 2019 -  1-е место

## Состав
| Перейти к шаблону «Состав сборной Хорватии по баскетболу» | Состав сборной Хорватии по баскетболу |  |

| Поз. | №  | Имя             | Дата рождения (возраст)    | Рост   | Клуб              |
| ---- | -- | --------------- | -------------------------- | ------ | ----------------- |
| З    | 3  | Джейлин Смит    | 24 ноября 1994 (29 лет)    | 193 см | Бахчешехир Колежи |
| З    | 4  | Борна Капуста   | 24 июля 1996 (28 лет)      | 183 см | Сплит             |
| З    | 5  | Филип Крушлин   | 18 марта 1989 (35 лет)     | 198 см | Страсбур          |
| З    | 6  | Давид Шкара     | 26 февраля 1995 (29 лет)   | 200 см | Сплит             |
| З/Ф  | 8  | Марио Хезоня    | 25 февраля 1995 (29 лет)   | 200 см | Реал Мадрид       |
| Ф    | 10 | Филип Бундович  | 16 февраля 1994 (30 лет)   | 206 см | Цибона            |
| Ф    | 17 | Роко Пркачин    | 26 ноября 2002 (21 год)    | 201 см | Нантер 92         |
| Ф/Ц  | 19 | Лука Шаманич    | 9 января 2000 (24 года)    | 208 см | Баскония          |
| Ц    | 22 | Данко Бранкович | 5 ноября 2000 (24 года)    | 214 см | Бавария           |
| З    | 23 | Матео Дрежняк   | 8 марта 199 (25 лет)       | 196 см | Будучност         |
| Ф    | 24 | Дарио Дрежняк   | 24 марта 198 (26 лет)      | 200 см | Наполи            |
| Ф    | 29 | Лука Божич      | 29 апреля 1996 (28 лет)    | 196 см | Форса Льейда      |
| З    | 32 | Роко Рогич      | 25 сентября 1992 (32 года) | 187 см | Цибона            |
| З/Ф  | 46 | Марко Рамляк    | 14 марта 1993 (31 год)     | 201 см | Задар             |
| З    | 77 | Мартин Юнакович | 16 февраля 1994 (30 лет)   | 188 см | Шибенка           |